# خورخه ترزگه
خورخه ترزگه (انگلیسی: Jorge Trezeguet؛ زادهٔ ۱۳ مهٔ ۱۹۵۱) بازیکن فوتبال اهل آرژانتین است.
از باشگاه‌هایی که در آن بازی کرده‌است می‌توان به باشگاه فوتبال ال پورونیر اشاره کرد.